# 列武哈 (伊賈斯拉夫區)
50°4′17″N 26°50′29″E / 50.07139°N 26.84139°E
列武哈（烏克蘭語：Ревуха），是烏克蘭西部的村莊，隸屬赫梅利尼茨基州的舍佩蒂夫卡區。該村始建於1812年，面積0.46平方公里，海拔高度246米，2001年人口86，人口密度每平方公里185.8人。